# 渡辺結花
渡辺 結花（わたなべ ゆか、1984年8月3日 - ）は日本の元グラビアアイドル、レースクイーン。活動時の所属事務所はアバンギャルド。東京都出身。

## 人物
- キャッチフレーズは「いじるの大好き ビハクイーン」。
- 趣味はカフェ巡り、特技は手を360度回すこと。

## 出演

### ゲーム
- おとなのギャル雀2〜恋して倍満!〜（2005年、ジャレコ）ゆか 役

### テレビ
- 夢情報（テレビ朝日）次女：ゆか 役
- ガチンコ新車ナビゲーション（MONDO21）

## 作品

### ビデオ・DVD
- はぴねす♥（2005年、アルゴノーツ）
- RACE QUEEN SCRAMBLE レースクイーンの女神たち2005 Special Edition VOL.1（2005年、マジカル）
- PURE QUEEN レースクイーンの女神たち2005（2005年、マジカル）
- 2005 ENDLESS DVD（2005年、スカイ）
- TENDER（2006年、マックスプロデュース）
- 2006 レースクイーンの女神たち（2006年、マジカル）
- レースクイーンの女神たち 2006 MEMORIAL Ver.2（2006年、マジカル）